# Tom Nijssen
Tom Nijssen (ur. 1 października 1964 w Maastricht) – holenderski tenisista, zwycięzca French Open 1989 i US Open 1991 w grze mieszanej, reprezentant w Pucharze Davisa.

## Kariera tenisowa
Nijssen występował w gronie tenisistów profesjonalnych w latach 1984−1998.
Sukcesy odnosił głównie jako deblista osiągając 25 finałów turniejów ATP World Tour, z czego 11 wygrał. Największe sukcesy odnosił w latach 1991−1994, kiedy tworzył duet z Cyrilem Sukiem. Holendersko−czeski debel czterokrotnie w tym czasie zakwalifikował się do deblowego ATP World Tour World Championships (dla ośmiu najlepszych par świata). Nijssen i Suk przegrali wszystkie mecze (12 porażek w czterech edycjach), za każdym razem odpadając po etapie meczów grupowych. Pięciokrotnie byli w ćwierćfinałach turniejów wielkoszlemowych (1991 French Open, 1992 Australian Open, 1994 Australian Open, Wimbledon i US Open).
Wraz z rodaczką Manon Bollegraf odniósł 2 zwycięstwa wielkoszlemowe w mikście. Sukcesy te miały miejsce w 1989 roku podczas French Open i 1991 roku na US Open. W 1993 roku był również finalistą z Bollegraf na Wimbledonie.
Na przełomie lat 80. i 90. Nijssen łączył występy deblowe z grą pojedynczą. W 1989 roku był m.in. w 3 rundzie Australian Open (pokonał Slobodana Živojinovicia, przegrał z Goranem Ivaniševiciem), 4 rundzie w Miami, półfinale turnieju we Frankfurcie, ćwierćfinale w Birmingham. Ćwierćfinały turniejowe osiągnął ponadto w 1987 roku w Bostonie i Hongkongu oraz w 1993 roku w Bolzano. Ostatni raz w grze pojedynczej w turnieju zawodowym Nijssen wystąpił w 1995 roku.
W latach 1986−1990 Nijssen bronił barw narodowych w Pucharze Davisa. Bilans jego występów w tych rozgrywkach wynosi 8 zwycięstw i 9 porażek. W 1989 roku przyczynił się do awansu Holandii do najwyższej klasy rozgrywkowej Pucharu Davisa - grupy światowej, zdobywając w meczu z Indonezją 2 punkty singlowe i punkt deblowy wspólnie z Michielem Schapersem.
W rankingu gry pojedynczej Nijssen najwyżej był na 87. miejscu (17 kwietnia 1989), a w klasyfikacji gry podwójnej na 10. pozycji (11 maja 1992).

### Finały w turniejach ATP World Tour
| Legenda                                      |
| -------------------------------------------- |
| Wielki Szlem                                 |
| Igrzyska olimpijskie                         |
| Tennis Masters Cup / ATP Finals              |
| ATP Masters Series / ATP Tour Masters 1000   |
| ATP International Series Gold / ATP Tour 500 |
| ATP International Series / ATP Tour 250      |

#### Gra mieszana (2–1)
| Końcowy wynik | Nr | Data            | Turniej            | Nawierzchnia | Partnerka       | Przeciwnicy                                | Wynik finału  |
| ------------- | -- | --------------- | ------------------ | ------------ | --------------- | ------------------------------------------ | ------------- |
| Zwycięzca     | 1. | 10 czerwca 1989 | French Open, Paryż | Ceglana      | Manon Bollegraf | Arantxa Sánchez Vicario Horacio de la Peña | 6:3, 6:7, 6:2 |
| Zwycięzca     | 2. | 7 września 1991 | US Open, Nowy Jork | Twarda       | Manon Bollegraf | Arantxa Sánchez Vicario Emilio Sánchez     | 6:2, 7:6      |
| Finalista     | 1. | 4 lipca 1993    | Wimbledon, Londyn  | Trawiasta    | Manon Bollegraf | Martina Navrátilová Mark Woodforde         | 3:6, 4:6      |

#### Gra podwójna (11–14)
| Końcowy wynik | Nr  | Data                 | Turniej   | Nawierzchnia    | Partner           | Przeciwnicy                     | Wynik finału  |
| ------------- | --- | -------------------- | --------- | --------------- | ----------------- | ------------------------------- | ------------- |
| Finalista     | 1.  | 3 sierpnia 1986      | Hilversum | Ceglana         | Johan Vekemans    | Miloslav Mečíř Tomáš Šmíd       | 4:6, 2:6      |
| Finalista     | 2.  | 21 czerwca 1987      | Ateny     | Ceglana         | Jaroslav Navrátil | Tore Meinecke Ricki Osterthun   | 2:6, 6:3, 2:6 |
| Finalista     | 3.  | 2 sierpnia 1987      | Hilversum | Ceglana         | Jaroslav Navrátil | Wojciech Fibak Miloslav Mečíř   | 6:7, 7:5, 2:6 |
| Zwycięzca     | 1.  | 26 października 1987 | Tokio     | Dywanowa (hala) | Broderick Dyke    | Sammy Giammalva Jr. Jim Grabb   | 6:3, 6:2      |
| Zwycięzca     | 2.  | 28 lutego 1988       | Metz      | Dywanowa (hala) | Jaroslav Navrátil | Rill Baxter Nduka Odizor        | 6:2, 6:7, 7:6 |
| Zwycięzca     | 3.  | 16 października 1988 | Tuluza    | Twarda (hala)   | Ricki Osterthun   | Mansur Bahrami Guy Forget       | 6:3, 6:4      |
| Finalista     | 4.  | 23 października 1988 | Frankfurt | Dywanowa (hala) | Jeremy Bates      | Rüdiger Haas Goran Ivanišević   | 6:1, 5:7, 3:6 |
| Zwycięzca     | 4.  | 27 listopada 1988    | Bruksela  | Dywanowa (hala) | Wally Masur       | John Fitzgerald Tomáš Šmíd      | 7:5, 7:6      |
| Finalista     | 5.  | 12 lutego 1990       | Mediolan  | Dywanowa (hala) | Udo Riglewski     | Omar Camporese Diego Nargiso    | 4:6, 4:6      |
| Finalista     | 6.  | 25 lutego 1990       | Stuttgart | Dywanowa (hala) | Michael Mortensen | Jakob Hlasek Guy Forget         | 3:6, 2:6      |
| Finalista     | 7.  | 10 lutego 1991       | Mediolan  | Dywanowa (hala) | Cyril Suk         | Omar Camporese Goran Ivanišević | 4:6, 6:7      |
| Finalista     | 8.  | 7 kwietnia 1991      | Estoril   | Ceglana         | Cyril Suk         | Paul Haarhuis Mark Koevermans   | 3:6, 3:6      |
| Zwycięzca     | 5.  | 6 października 1991  | Tuluza    | Twarda (hala)   | Cyril Suk         | Jeremy Bates Kevin Curren       | 4:6, 6:3, 7:6 |
| Zwycięzca     | 6.  | 20 października 1991 | Lyon      | Dywanowa (hala) | Cyril Suk         | Steve DeVries David Macpherson  | 7:6, 6:3      |
| Finalista     | 9.  | 27 października 1991 | Sztokholm | Dywanowa (hala) | Cyril Suk         | John Fitzgerald Anders Järryd   | 5:7, 2:6      |
| Zwycięzca     | 7.  | 23 lutego 1992       | Stuttgart | Dywanowa (hala) | Cyril Suk         | John Fitzgerald Anders Järryd   | 6:3, 6:7, 6:3 |
| Zwycięzca     | 8.  | 4 października 1992  | Bazylea   | Twarda (hala)   | Cyril Suk         | Karel Nováček David Rikl        | 6:3, 6:4      |
| Finalista     | 10. | 18 października 1992 | Bolzano   | Dywanowa (hala) | Cyril Suk         | Anders Järryd Bent-Ove Pedersen | 5:7, 2:6      |
| Finalista     | 11. | 14 lutego 1993       | Mediolan  | Dywanowa (hala) | Cyril Suk         | Mark Kratzmann Wally Masur      | 6:4, 3:6, 4:6 |
| Zwycięzca     | 9.  | 25 lipca 1993        | Stuttgart | Ceglana         | Cyril Suk         | Gary Muller Piet Norval         | 7:6, 6:3      |
| Finalista     | 12. | 7 listopada 1993     | Paryż     | Dywanowa (hala) | Cyril Suk         | Byron Black Jonathan Stark      | 6:4, 5:7, 2:6 |
| Zwycięzca     | 10. | 9 stycznia 1994      | Oʻahu     | Twarda          | Cyril Suk         | Alex O’Brien Jonathan Stark     | 6:4, 6:4      |
| Zwycięzca     | 11. | 13 lutego 1994       | Mediolan  | Dywanowa (hala) | Cyril Suk         | Hendrik Jan Davids Piet Norval  | 4:6, 7:6, 7:6 |
| Finalista     | 13. | 14 kwietnia 1996     | Estoril   | Ceglana         | Greg Van Emburgh  | Tomás Carbonell Francisco Roig  | 3:6, 2:6      |
| Finalista     | 14. | 18 stycznia 1998     | Auckland  | Twarda          | Jeff Tarango      | Patrick Galbraith Brett Steven  | 4:6, 2:6      |